# Augusta Foote Arnold
Augusta Newton Foote Arnold (24 de outubro de 1844 - 9 de maio de 1904) foi uma autora e naturalista americana que publicou três livros - dois livros de culinária sob o pseudónimo de Mary Ronald, e The Sea-Beach at Ebb-Tide, considerado como um trabalho seminal sobre a biologia entre-marés dos Estados Unidos.

## Carreira
Augusta escreveu três livros, dois deles sob pseudónimo. O primeiro, em 1895, foi The Century Cook Book, como Mary Ronald. Em 1901, a Century Company de Nova York publicou o seu manual seminal de pesquisa em biologia The Sea-beach at Ebb Tide - A Guide to the Study of the Seaweeds and the Lower Animal Life Found between Tide-Marks. Um segundo livro de receitas, Luncheons - A Cook's Picture Book (A Supplement to the Century Cook Book) foi publicado em 1905.

### Epónimos
Embora a identidade da pessoa homenageada pelo nome específico de Alticus arnoldorum não seja clara, sabe-se que Anthony Curtiss, que descreveu essa espécie, leu The Sea-Beach at Ebb-Tide e deu a vários outros táxons nomes semelhantes, que se acredita ser uma homenagem a Augusta Foote Arnold.